# Танський Вадим Юрійович
Танський Вадим Юрійович (13 червня 1989, с. Надлак, Новоархангельський район, Кіровоградська область, Україна — 15 лютого 2016, с. Гранітне, Волноваський район, Донецька область, Україна) — солдат Збройних сил України, учасник російсько-української війни.

## Біографія
Народився 1989 року в с. Надлак Новоархангельського району.
Під час російської збройної агресії проти України служив у лавах Збройних сил України.
Стрілок, номер обслуги кулеметного взводу роти вогневої підтримки 37-го окремого мотопіхотного батальйону «Запоріжжя» 56-ї окремої мотопіхотної бригада.
Загинув 15 лютого 2016 року від вогнепального поранення в область шиї в зоні проведення Антитерористичної операції на сході України в районі с. Гранітне, Волноваського району, Донецької області,.
Похований на батьківщині в с. Надлак.
Залишилися дружина і діти.